# Polia mongolica
Polia mongolica är en fjärilsart som beskrevs av Otto Staudinger 1896. Polia mongolica ingår i släktet Polia och familjen nattflyn. Inga underarter finns listade i Catalogue of Life.